# Kapela sv. Stjepana Kralja (Bregi Kostelski)
Kapela sv. Stjepana Kralja  je rimokatolička građevina u mjestu sv. Fabijan i Sebastijan, općini Gornja Stubica zaštićeno kulturno dobro.

## Opis dobra
Pravilno orijentirana, jednobrodna kapela sv. Stjepana Kralja sagrađena je u 17. st., ali je kasnije u više navrata pregrađivana. Tlocrtnu osnovu čine ulazni dio, niži i uži od pravokutne lađe na koju se nastavlja poligonalno svetište i pravokutna sakristija sjeverno od njega. Jednostavnom vanjštinom kapele dominiraju glatke plohe pročelja. Glavno je zaključeno trokutnim zabatom s daščanom oplatom, a nad njim se uzdiže mali drveni zvonik sa šiljatom limenom kapom. Donjim dijelom pročelja dominira polukružni portal s profilacijama izvedenim u gotičkoj tradiciji. Preostali dijelovi glavnog oltara iz 1641.g. predstavljaju vjerojatno najstariji sačuvani oltarni inventar u Zagorju.

## Zaštita
Pod oznakom Z-2634 zavedena je kao nepokretno kulturno dobro - pojedinačno, pravnog statusa zaštićena kulturnog dobra, klasificirano kao "sakralna graditeljska baština".